# Samten G. Karmay
Samten G. Karmay est un historien et un tibétologue tibétain. Il est né en 1936 dans une famille bönpo en Amdo, ancienne province du Tibet oriental, et vit actuellement à Paris. Samten G. Karmay a fait ses études monastiques au Tibet et est directeur de recherche honoraire au CNRS en France. Il est spécialiste du bön (religion tibétaine préexistant au bouddhisme) et des manifestations religieuses populaires. Il est reconnu comme un des experts mondiaux de la religion bön avec Per Kværne et Dan Martin.

## Biographie
Samten G. Karmay est l'un des spécialistes du Tibet les plus en vue. De 8 à 14 ans, Karmay reçoit sa formation initiale dans un monastère Bön de sa province Amdo natale. Il suit ensuite un cours de trois ans sur la méditation Dzogchen au monastère de Kyangthang. À 20 ans, il obtient le diplôme de Geshe et suit des études plus étendues à Drepung. En 1959, lui et sa famille quittent le Tibet et s'installent transitoirement en Inde. Entre 1961 et 1964, il poursuit ses études universitaires à la School of Oriental and African Studies (SOAS) à Londres, où il obtient un master of Philosophy, et soutient sa thèse sur l'histoire du Bön ainsi qu’un Ph. D. pour une autre thèse sur l'origine et le développement du Dzogchen dans les traditions du bouddhisme tibétain. En 1980, il entre au Centre national de la recherche scientifique à Paris, où il devient directeur de recherche en histoire et anthropologie. En 1996, il est élu président de l’Association internationale des études tibétaines (International Association of Tibetan Studies, IATS), dont la publication officielle est le Journal of the International Association of Tibetan Studies. Il a écrit de nombreux livres sur la religion tibétaine, dont un livre sur le 5e Dalaï Lama.
Il est l'époux de Heather Stoddard, tibétologue comme lui.

## Accueil critique
Pour l'ouvrage Tibétains, 1959-1999 : 40 ans de colonisation dirigé par Katia Buffetrille et Charles Ramble, Samten G. Karmay évoque la religion bön (religion tibétaine préexistant au bouddhisme). L'universitaire Gisèle Krauskopff considère que les propos de Samten G. Karmay « donne corps à ce courant. ».

## Publications
- Participe à l’ouvrage collectif Le Tibet est-il chinois ? de Anne-Marie Blondeau et Katia Buffetrille, 2002, ed. Albin Michel, coll. Sciences des religions  (ISBN 2226134263)
- Les neuf forces de l'homme Récits des confins du Tibet en collaboration avec Philippe Sagant, Éditeur : Publications en janvier 1998 de la Société d'ethnologie, Nanterre  (ISBN 978-2-901161-58-5). L’ouvrage présente une chronique rigoureuse des Sharwas de l’Amdo. Dans ce récit s’entremêlent les souvenirs de Samten G. Karmay et les interrogations de Philippe Sagant.
- (en) (1989) The Great Perfection Rdzogs Chen: A Philosophical and Meditative Teaching in Tibetan Buddhism, Brill Academic Publishers,  (ISBN 978-9004087927)
- (en) (1991) Secret Visions of the Fifth Dalai Lama, Serindia Publications,  (ISBN 978-0906026472)
- (en) (1998) The Little Luminous Boy, Orchid Press,  (ISBN 978-9748299075)
- (en) (1998) The arrow and the spindle: Studies in history, myths, rituals and beliefs in Tibet, Mandala Book Point,  (ISBN 99946-55-01-9)
- (en) (en collaboration avec Yasuhiko Nagano) (2004) New Horizons in Bon Studies (Bon Studies-2), Saujanya Publications, Delhi,  (ISBN 978-8186561010)
- (en) (2005) Treasury of Good Sayings: A Tibetan History of Bon, Motilal Banarsidass,  (ISBN 978-8120817791)
- (en) (en collaboration avec Yasuhiko Nagano) (2007) A Lexicon of Zhangzhung and Bonpo Terms - Bon Studies 11, The National Museum of Ethnology,  (ISBN 978-4901906562)
- (en) (en collaboration avec Jeff Watt) (2008) Bon: The Magic Word The Indigenous Religion of Tibet,  (ISBN 978-0856676499)
- (en) Tibetan Religion and Politics, Phayul, September 13, 2008

### Sources
- (en) Tibet Writes, Courte biographie